# Lawrence (Metro de Chicago)
Lawrence es una estación en la línea Roja del Metro de Chicago. La estación se encuentra localizada en 1117 West Lawrence Avenue en Chicago, Illinois. La estación Lawrence fue inaugurada el 27 de febrero de 1923.  La Autoridad de Tránsito de Chicago es la encargada por el mantenimiento y administración de la estación. 

## Descripción
La estación Lawrence cuenta con 1 plataforma central y 4 vías. 

## Conexiones
La estación es abastecida por las siguientes conexiones: 
- Rutas del CTA Buses: #36 Broadway #81 Lawrence (nocturno)